# Beyond Description
Beyond Description ist eine japanische Crossover-Band aus Tokio, die 1988 gegründet wurde.

## Geschichte
Die Band wurde im Jahr 1988 gegründet. Nach der Veröffentlichung mehrerer Demos, erschien 1992 über das US-amerikanische Label Desperate Attempt Records die EP More Power to Your Elbow. Die Gruppe erhielt daraufhin weltweit Aufmerksamkeit von Radiostationen sowie Magazinen und Fanzines. Dadurch konnte sie verstärkt live auftreten. 1997 ging es zusammen mit Boot Down the Door auf eine Tournee durch Deutschland. In den Jahren 2000 und 2004 erschienen mit Acts of Sheer Madness und A Road to a Brilliant Future die ersten beiden Alben. 2005 ging es auf eine weitere Tour durch Deutschland, der sich im Folgejahr eine durch Italien anschloss. 2011 und 2013 folgten mit Proof of the Truth und An Elegy of Depletion zwei weitere Alben. Im Sommer 2016 begannen im Studio Life die Aufnahmen zum fünften Album The Robotized World, die gegen Ende des Jahres beendet wurden.

## Stil
Laut Bandbiografie auf punishment18records.com handelte es sich anfangs noch um eine Hardcore-Punk-Band, die durch japanische Gruppen wie Outo, S.O.B., Zouo und Mobs sowie durch europäische Bands wie Ripcord oder Balthasar Gerards Kommando beeinflusst worden sei. aversionline.com beschrieb die Musik auf A Road to a Brilliant Future als ein Crossover aus Hardcore Punk und Thrash Metal. Die Musik sei dabei roher, schneller und etwas genretypischer als die von Urban Head Raw. In den Songs verarbeite die Gruppe ein paar Soli, Thrash-Metal-Rhythmen und Shouts von mittelstarker Intensität. Die Texte seien oft sozio-politische Kommentare oder würden von persönlichen Problemen handeln, ohne dabei jedoch ins Detail zu gehen. Auch Ollie Fröhlich vom Ox-Fanzine bezeichnete das Album Proof of the Truth als Crossover aus Hardcore Punk und Thrash Metal. Hierauf klinge die Band, als sei sie musikalisch Ende der 1980er Jahre stehengeblieben, und höre sich stark wie Attitude Adjustment oder Sacred Reich an. Auf dem Album seien wütende Gitarren-Riffs, ein schnelles und simples Schlagzeugspiel und ein „angekotzter Sänger“, der wie ein Bruder von James Hetfield klinge, zu hören. Stephanie Hensley von metal-temple.com bezeichnete An Elegy for Depletion auch als Mischung aus Hardcore Punk und Thrash Metal, die schnell, aggressiv und brutal sei. Der Gesang sei gegrowlt und lasse ebenfalls Gemeinsamkeiten zu James Hetfield durchscheinen, wobei die Texte auf Japanisch seien. Insgesamt sei das Album für Fans von D.R.I., frühen Metallica, Municipal Waste und Sepultura geeignet.

## Diskografie
- 1989: 2nd Demo (Demo, Indefinite Records)
- 1990: Promo 1990 (Demo, Eigenveröffentlichung)
- 1990: Panx Vinyl Zine 08 (Split mit Hated Principles, Äpryk, Sanity Assassins und T.B.C. What?, Panx Productions)
- 1992: Promo 92 (Demo, Eigenveröffentlichung)
- 1992: More Power to Your Elbow (EP, Desperate Attempt Records)
- 1993: Split E.P. (Split mit Excrement of War, Ecocentric Records)
- 1995: Fine Day Nostalgia (EP, Forest Records)
- 1995: Japan Meets Holland (Split mit Absconded, Wicked Witch Records)
- 1996: No One Can Pollute It / Boot Down the Door (Split mit Boot Down the Door, Anomie Records)
- 1997: Calm Loving Life (EP, Forest Records)
- 1997: Live in Germany (EP, Forest Records)
- 1997: Still in the Distance (Kompilation, Enigmatic Records)
- 1998: USA Meets Japan (Split mit Detestation, Wicked Witch Records)
- 1999: Beyond Description / Generation (Split mit Spinebender, Libertad o Muerte)
- 2000: Chaos Days in 1992 (EP, Smog Veil Records)
- 2000: Beyond Description / Kontrovers (Split mit Kontrovers, Crust as Fuck Records)
- 2000: Acts of Sheer Madness (Album, Farewell Records)
- 2002: 4 Way to Hell (Split mit Sick Terror, Gritos De Alerta und Lady! Die, Terrötten Records)
- 2002: Searching for the Missing Truth / La Vostra Pazzia (Split mit Kantatto, Disastro Sonoro Records)
- 2003: Feed Us War…Fight for Peace 1992-1996 Discography (Kompilation, Faded Home Recordings)
- 2004: A Road to a Brilliant Future (Album, Crimes Against Humanity Records)
- 2005: Jilted / Beyond Description (Split mit Jilted, Forest Records)
- 2005: The Path to True Independence (Split mit Asbestos, 突撃戦車 und Destruction, Forest Records)
- 2011: Proof of the Truth (Album, Crimes Against Humanity Records)
- 2013: An Elegy for Depletion (Album, Punishment 18 Records)
- 2017: The Robotized World (Album, Punishment 18 Records)